# Cyphochilus tonkinensis
Cyphochilus tonkinensis är en skalbaggsart som beskrevs av Brenske 1903. Cyphochilus tonkinensis ingår i släktet Cyphochilus och familjen Melolonthidae. Inga underarter finns listade i Catalogue of Life.